# Calliphora dubia
Calliphora dubia este o specie de muște din genul Calliphora, familia Calliphoridae. A fost descrisă pentru prima dată de Macquart în anul 1855. Conform Catalogue of Life specia Calliphora dubia nu are subspecii cunoscute.